# HMAV Bounty (1787)
HMAV Bounty was een Brits marineschip dat beroemd werd door de muiterij die in 1789 op de Stille Oceaan uitbrak.
De Bounty was eerst een steenkoolkoopvaardijschip genaamd Bethia. Het was een relatief klein schip, uitgerust met slechts vier lichte kanons, gebouwd in Hull in 1784. Toen de Britse Marine het op 26 mei 1787 kocht, werd het hernoemd tot HMAV Bounty en voor een speciale missie onder bevel van William Bligh naar Tahiti gestuurd.

## Reis
William Bligh moest op Otaheite - zoals Tahiti toen werd genoemd - jonge broodboompjes halen en die naar plantages in Brits West-Indië brengen, om daar als goedkope voedselbron te dienen voor de plantagewerkers. Lt. William Bligh werd als kapitein aangesteld voor de Bounty. Het schip verliet de haven van Spithead op 23 december 1787. Na een reis van tien maanden kwam de Bounty op 26 oktober 1788 aan op Tahiti en gedurende vijf maanden werden de broodbomen verzameld die naar de Caraïben gebracht moesten worden. Gedurende deze periode mocht een deel van de bemanning aan wal wonen om voor de planten te zorgen. Dit deed de discipline en tucht geen goed, en drie bemanningsleden deserteerden enkele maanden voordat het tijdstip van vertrek aanbrak. Zij werden echter gevonden en gestraft. Churchill kreeg twee dozijn zweepslagen, Muspratt en Millward ieder vier dozijn, wat zware straffen waren. Op 4 april 1789 werd aan de terugreis naar Engeland begonnen.

## Muiterij
Op 28 april 1789 echter, drie weken na het vertrek uit Tahiti, leidde Fletcher Christian een muiterij tegen kapitein Bligh. Als oorzaak van de muiterij wordt vaak het tirannieke gedrag van Bligh genoemd en dat Christian zich boos en vernederd voelde door het gedrag van kapitein Bligh. In werkelijkheid was Bligh echter erg mild, en het is dan ook waarschijnlijker dat heimwee naar het seksparadijs Tahiti de oorzaak van de muiterij was.
Aan de andere kant is er het journaal dat de bootsmansmaat James Morrison bijhield, waarschijnlijk zonder medeweten van de kapitein. In dit journaal wordt vanaf het begin met bitterheid over Bligh gesproken.
Er waren op dat moment 44 bemanningsleden (twee waren reeds eerder overleden). Negentien man, waaronder de kapitein, werden overboord gezet in de sloep van de Bounty.

## De reis van de sloep
Kapitein Bligh zat nu met achttien mannen in de kleine sloep, midden op de oceaan. Het lag misschien voor de hand dat ze naar het dichtstbijzijnde eiland zouden varen. Eilanden waren er genoeg en de inheemse bevolking was niet overal onvriendelijk. Tahiti lag ook nog op een redelijke afstand en had een loyale bevolking, maar het was wel tegen de wind in. Bligh wilde echter zo snel mogelijk teruggaan naar Engeland om verslag uit te brengen. Hij koos voor Timor - de dichtstbijzijnde plaats waar hij een schip hoopte te vinden om hem naar Engeland te brengen. Bligh was een zeer kundig zeeman, en het is dan ook waarschijnlijk daaraan te danken dat hij zijn avontuur in de sloep tot een goed einde heeft gebracht. Met verlies van slechts één man (John Norton, die kort na de muiterij door de bewoners van een eiland werd gedood) bereikte de sloep op 14 juni 1789 de Nederlandse kolonie op Timor. Bligh kocht daar een schip, de Resource, om naar Batavia te varen, en van daaraf boekte hij passage op een Nederlands schip, de Vlydte, om naar Engeland te reizen. Op 14 maart 1790 zette hij voet op Engelse bodem en kon hij verslag uitbrengen van zijn avontuur. De admiraliteit rustte daarop de HMS Pandora uit om de muiters te zoeken.

## DeBountyna de muiterij
De Bounty zette na de muiterij via Tahiti koers naar het eiland Tubuai, maar die plek werd uiteindelijk niet veilig gevonden. Het schip vertrok na drie maanden weer naar Tahiti. Daar bleven zestien man achter. De Bounty verliet Tahiti met negen bemanningsleden, zes Tahitiaanse mannen en twaalf Tahitiaanse vrouwen (waarvan een met een baby).

## Schuldig of onschuldig?
Van degenen die niet met de sloep meegingen, is niet met zekerheid bekend wie een actief aandeel hadden in de muiterij. Er waren er wellicht die op het moment van de muiterij sliepen. Sommigen konden niet met de overbelaste sloep mee en anderen moesten aan boord blijven omdat ze op het schip niet gemist konden worden.
Bligh beschouwde vier mannen (Byrne, Coleman, McIntosh en Norman) als onschuldig.
Verondersteld wordt dat de officieren te verstandig waren om aan de muiterij mee te doen. In dat geval waren de schuldige muiters, behalve Christian, uitsluitend matrozen. Zie ook Opvarenden van de Bounty.
De reden dat veel bemanningsleden ervoor kozen na de muiterij op Tahiti te blijven, was wellicht omdat men zich er thuis voelde. Het was echter ook duidelijk dat de admiraliteit hen het eerst op Tahiti zou zoeken. Voor de onschuldigen betekende een verblijf op Tahiti dan ook een goede kans om weer naar Engeland terug te keren. Voor de schuldigen ook, maar zij moeten zich gerealiseerd hebben dat in Engeland de strop wachtte.
Uiteindelijk heeft de krijgsraad alleen een uitspraak gedaan over de tien mannen die levend terugkwamen, en men zou kunnen aannemen dat de krijgsraad naar waarheid gesproken heeft. Drie mannen (Burkett, Ellison en Millward) kregen de strop.
Van degenen die met de Bounty van Tahiti wegvoeren kan worden aangenomen dat ze daarmee schuld bekenden, maar wellicht rekenden ze ook op een kans om het schip weer terug te veroveren of achtten ze het als hun plicht het schip trouw te blijven.

## Pitcairn
Uiteindelijk, op 15 januari 1790, belandde het schip op Pitcairn. Omdat het schip niet verborgen kon worden, werd de Bounty leeggehaald, gesloopt en ten slotte verbrand in wat nu Bounty Bay heet. Het restant ligt daar nog steeds onder water. De scheepsbel van het schip hangt nu op het dorpsplein van Adamstown. Ook het anker is hier te vinden.
In sommige verfilmingen raakt het schip door een ongeluk in brand. Dit is dus niet juist. Het schip werd met opzet vernietigd.
Op Pitcairn hadden de muiters echter weinig rust. Door onderlinge twisten verloren de meeste mannen al spoedig het leven. Toen het eiland na 18 jaar werd herontdekt, was nog slechts een van de oorspronkelijke mannen, John Adams, in leven. De nakomelingen van de muiters wonen er thans nog steeds.
In 1957 werden de restanten van het schip teruggevonden door de Amerikaanse fotograaf Luis Marden.

## De missie van dePandora
In maart 1791 kwam de HMS Pandora, onder bevel van Edward Edwards, aan op Tahiti, in opdracht van de Britse admiraliteit op zoek naar de muiters. Aan boord waren Hallett en Hayward, twee adelborsten die ook op de Bounty waren geweest. Van de zestien man die op Tahiti waren achtergebleven, waren er nog veertien in leven. Ze werden allen gevangengenomen. Kapitein Edwards maakte geen onderscheid voor degenen waarvan Bligh had gezegd dat ze onschuldig waren. Een zoektocht op andere eilanden leverde niets op, behalve nieuw ontdekte eilanden. De Pandora verging op de terugweg bij Torres Strait, waarbij vier gevangenen verdronken. Voor Hallett en Hayward was dit de tweede keer dat ze met een open sloep door Torres Strait moesten varen. De mannen die de schipbreuk overleefden, werden in Engeland voor de krijgsraad gebracht. Drie van hen, Burkett, Ellison en Millward, werden op 29 oktober 1792 ter dood gebracht.

## Replica's

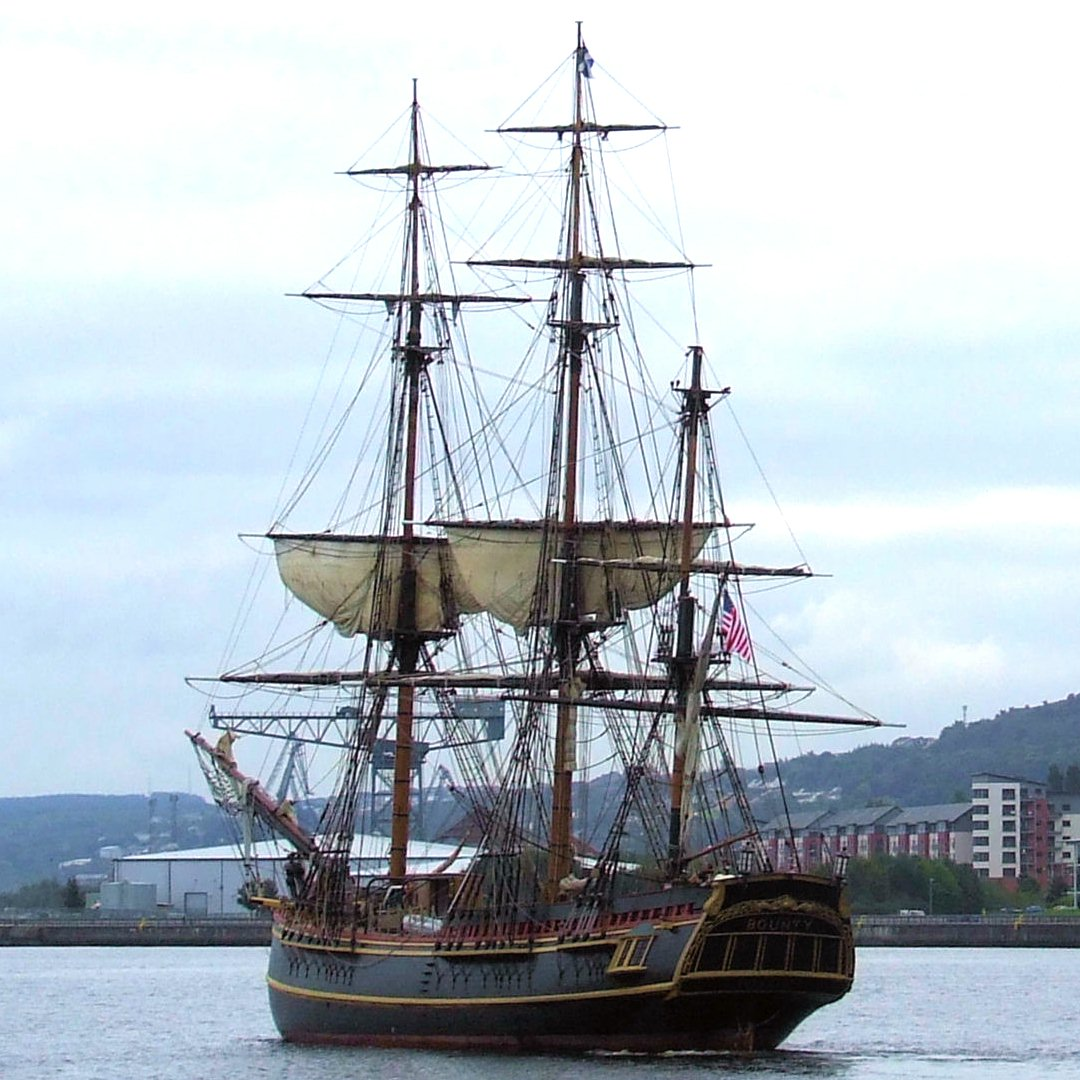
De uit 1960 daterende replica van de Bounty, die op 29 oktober 2012 is gezonken voor de kust van North Carolina

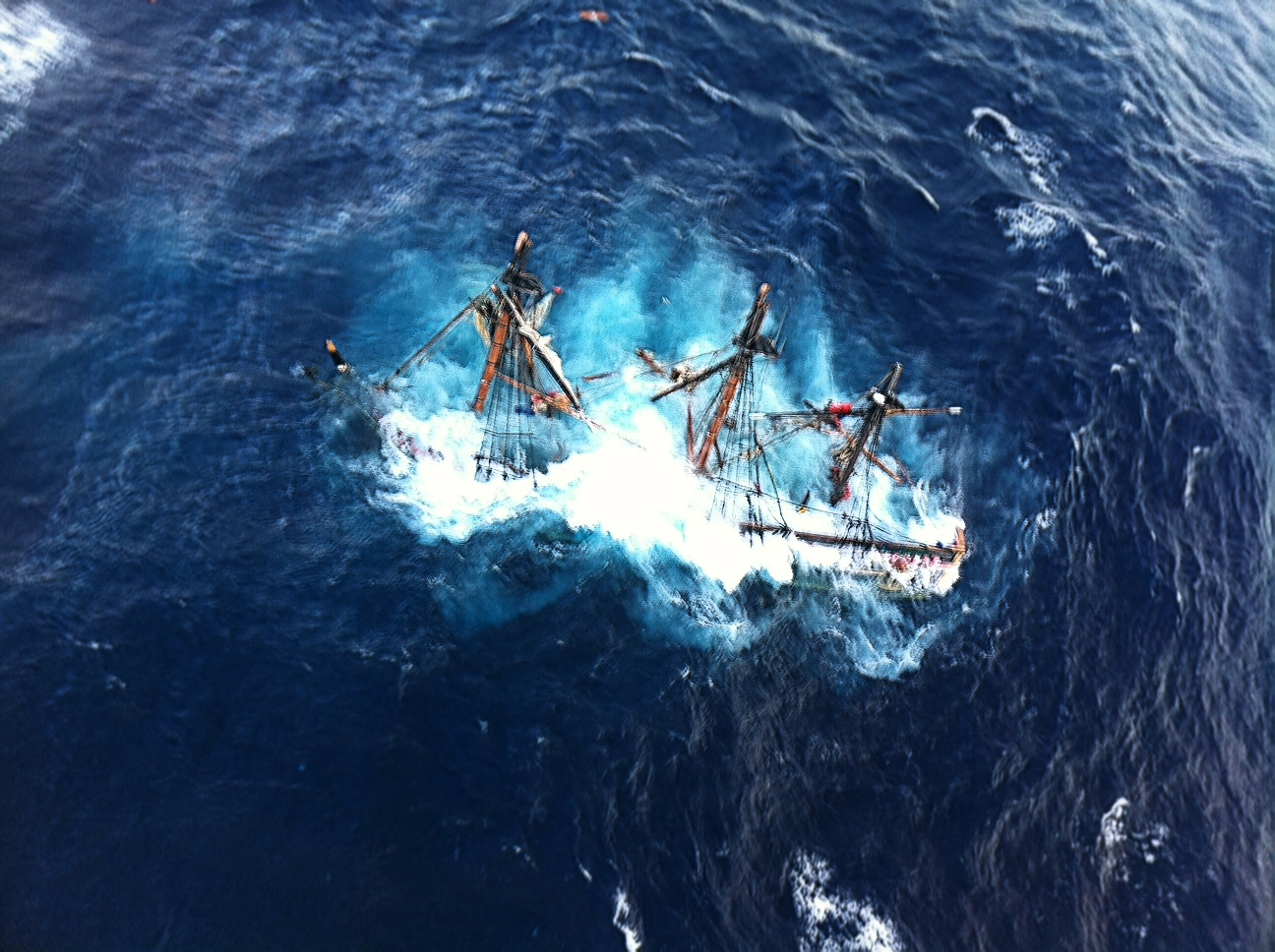
Het wrak van de op 29 oktober 2012 gezonken Bounty II

Er zijn een aantal replica's gebouwd van de Bounty, waaronder:
- De Bounty II werd in 1960 gebouwd. Deze werd in 1962 gebruikt voor de verfilming van de muiterij in Mutiny on the Bounty. Deze replica was wel veel groter dan het origineel. Dit schip zonk op 29 oktober 2012 voor de Amerikaanse oostkust tijdens de orkaan Sandy.[2]
- De Bounty III werd in 1979 gebouwd en werd in 1984 gebruikt in de film The Bounty.

Maar in een aantal gevallen zijn het (zeil)schepen waarvan de eigenaren het commercieel wel een aantrekkelijke naam vonden, maar geen poging is gedaan het schip zoveel mogelijk na te bouwen.